# Oravecz Paula
Oravecz Paula, Oravetz Paula (Budapest, 1903. november 26. – Budapest, 1990. október 15.) József Attila-díjas (1961) magyar író. Déry Tibor második felesége.

## Életpályája
Iskoláit a Gyermekvédő Liga Óhegy utcai intézetében végezte 1909-1919 között, majd fizikai munkás lett. Fiatalon kivándorolt Brazíliába, ahol ugyancsak munkásként dolgozott. A kivándorlók keserves sorsa tanította meg arra, hogy észrevegye, és sorsukkal azonosulva tudja ábrázolni az embereket. Gyermek- és fiatalkori élményei végigkísérik egész munkásságát. Első írásai Brazíliában, egy São Pauló-i magyar munkáslapban álnéven jelentek meg.
Az 1930-as évek közepén hazatért Magyarországra, ahol néhány megjelent karcolata után írói pályakezdése az 1943-ban megjelent önéletrajzi Facipő című regénye volt, mely kritikusi és közönségsiker lett. Ifjúkori élményeit dolgozta fel több későbbi regényében és novelláiban is, így az 1946-ban megjelent Negyvenhét köménymag című regényében is, mely az összetartó, egymást segítő ház lakóinak hétköznapjait eleveníti meg, egy házmestercsaládot; Vilcsekék életét állítva a középpontba. Az 1962-ben megjelent Dudvatépés című regénye a falusi mindennapok világába vezet. 
Az 1951-ben megjelent Kócos és az 1955-ös Petri Anna című regényei gyermekhősökről szólnak, a fiatalok körében arattak nagy sikereket. Az 1957-ben megjelent Idegen föld című kötetében az 1957-ig született néhány elbeszélését gyűjtötte egybe. Az 1960-ban megjelent Faforgácsokban a régi Tabán kispolgárainak sorsát eleveníti meg a nagy múltú esztergályos Toll család történetében, míg az 1966-ban megjelent Tört ágak című regénye a Faforgácsok témáját folytatja.
Élete utolsó éveiben emlékiratain dolgozott.

## Művei
- Facipő (regény, 1943)
- Negyvenhét köménymag (regény, 1947)
- Kócos (regény, 1951, 1957)
- Petri Anna (regény, 1955)
- Idegen föld (elbeszélés, 1957)
- Faforgácsok (regény, 1960)
- Dudvatépés (regény, 1962)
- Leskelődő hajnal (ifjúsági regény, 1964)
- Tört ágak (regény, 1966)
- Villanó fények (regény, 1969)
- Elveszett utak (regény, 1972)
- Életben maradunk (regény, 1977)

## Műfordításai
- Louis Golding: Tánc a vulkán felett (regény, 1943)
- Kenneth Roberts: Csőcselék fegyverben (regény, 1943)

## Díjai
- József Attila-díj (1961)
- Felszabadulási Emlékérem (1970)
- A Munka Érdemrend ezüst fokozata (1970)
- A Munka Érdemrend arany fokozata (1973)